# Vlag van Nova Scotia

Vlag van Nova Scotia

De vlag van Nova Scotia is een banier van het wapen van Nova Scotia. Zij bestaat uit een blauw Andreaskruis op een wit veld met in het midden het koninklijke wapen van Schotland: een goud schild met een rode klimmende leeuw omringd door een dubbele rand met fleurs-de-lys. De vlag is op 19 januari 1929 officieel bevestigd.
De elementen in de vlag moeten de band tussen Nova Scotia (Latijn voor Nieuw Schotland) en Schotland symboliseren. Niet alleen wordt dit uitgedrukt door het Schotse koninklijke wapen, maar de kleurencombinatie blauw-wit van het kruis en het veld is een inversie van de vlag van Schotland.

Vlag van de luitenant-gouverneur

Vlag van de luitenant-gouverneur (1929–2024)

Nova Scotia was een van de eerste Britse overzeese gebieden in Canada dat een eigen wapen werd verleend. De vlag is de enige Canadese provincievlag die al vóór de stichting van de Confederatie van Canada in 1867 in gebruik was, namelijk sinds 1858. Het gebruik van de vlag is echter nooit officieel vastgelegd.
De luitenant-gouverneur van Nova Scotia, de vertegenwoordiger van de Canadese Kroon in de provincie, heeft een persoonlijke standaard waarop het gekroonde wapenschild van Nova Scotia op een blauwe achtergrond staat, omringd door tien esdoornbladeren die de tien Canadese provincies moeten symboliseren.
De vorige persoonlijke standaard toont het wapenschild van Nova Scotia, omringd door achttien esdoornbladeren, in een witte cirkel centraal op de Union Flag staat.